# Liste des X 72500
Cette page est une annexe de l'article « X 72500 ».
Cette liste recense les éléments du parc de X 72500, également nommés « X TER », faisant partie du matériel roulant de la Société nationale des chemins de fer français (SNCF).
| Motrices    | Mise en service   | Radiation          | caisses | Livrée             | STF | Baptême (date)                          | Propriétaire         |
| ----------- | ----------------- | ------------------ | ------- | ------------------ | --- | --------------------------------------- | -------------------- |
| X 72501/502 | 1er mars 1997     | /                  | 2       | Nouvelle Aquitaine | SAQ | /                                       | Nouvelle-Aquitaine   |
| X 72503/504 | 16 avril 1997     | /                  | 2       | Pays de la Loire   | SCT | /                                       | Pays de la Loire     |
| X 72505/506 | 3 septembre 1997  | /                  | 2       | TER                | SCT | /                                       | Centre-Val de Loire  |
| X 72507/508 | 10 septembre 1997 | /                  | 2       | TER                | SCT | /                                       | Centre-Val de Loire  |
| X 72509/510 | 30 septembre 1997 | /                  | 2       | TER                | SCT | /                                       | Centre-Val de Loire  |
| X 72511/512 | 30 octobre 1997   | /                  | 2       | Pays de la Loire   | SCT | /                                       | Pays de la Loire     |
| X 72513/514 | 20 novembre 1997  | /                  | 2       | TER                | SAQ | /                                       | Nouvelle-Aquitaine   |
| X 72515/516 | 5 décembre 1997   | /                  | 2       | TER                | SAQ | /                                       | Nouvelle-Aquitaine   |
| X 72517/518 | 17 décembre 1997  | 13 décembre 2018   | 2       | TER                | /   | /                                       | /                    |
| X 72519/520 | 29 décembre 1997  | /                  | 2       | Pays de la Loire   | SCT | /                                       | Pays de la Loire     |
| X 72521/522 | 16 janvier 1998   | /                  | 2       | Blanc Aquitaine    | SAQ | /                                       | Nouvelle-Aquitaine   |
| X 72523/524 | 2 février 1998    | /                  | 2       | Nouvelle-Aquitaine | SAQ | /                                       | Nouvelle-Aquitaine   |
| X 72525/526 | 5 février 1998    | /                  | 2       | TER                | SPC | /                                       | PACA                 |
| X 72527/528 | 19 février 1998   | /                  | 2       | TER                | SCT | /                                       | Centre-Val de Loire  |
| X 72529/530 | 12 février 1998   | /                  | 2       | TER                | SCT | /                                       | Centre-Val de Loire  |
| X 72531/532 | 4 mars 1998       | 1er septembre 2020 | 3       | TER Kaléidoscope   | /   | /                                       | /                    |
| X 72533/534 | 19 mars 1998      | /                  | 2       | TER                | SPC | /                                       | PACA                 |
| X 72535/536 | 23 mars 1998      | /                  | 2       | Pays de la Loire   | SCT | /                                       | Pays de la Loire     |
| X 72537/538 | 27 mars 1998      | 13 décembre 2018   | 2       | TER                | /   | /                                       | /                    |
| X 72539/540 | 3 avril 1998      | 13 décembre 2018   | 2       | TER                | /   | /                                       | /                    |
| X 72541/542 | 20 avril 1998     | /                  | 2       | TER                | SPC | /                                       | PACA                 |
| X 72543/544 | 11 mai 1998       | /                  | 2       | TER                | SCT | /                                       | Centre-Val de Loire  |
| X 72545/546 | 19 mai 1998       | /                  | 2       | Blanc Aquitaine    | SAQ | Bergerac / Brageirac (16 novembre 2009) | Nouvelle-Aquitaine   |
| X 72547/548 | 24 juin 1998      | /                  | 2       | Pays de la Loire   | SCT | /                                       | Pays de la Loire     |
| X 72549/550 | 5 juin 1998       | /                  | 2       | TER                | SCT | /                                       | Centre-Val de Loire  |
| X 72551/552 | 23 juin 1998      | /                  | 2       | Nouvelle-Aquitaine | SAQ | /                                       | Nouvelle-Aquitaine   |
| X 72553/554 | 29 juin 1998      | /                  | 2       | TER                | SPC | /                                       | PACA                 |
| X 72555/556 | 2 juillet 1998    | /                  | 2       | TER                | SCT | /                                       | Centre-Val de Loire  |
| X 72557/558 | 6 août 1998       | /                  | 2       | Pays de la Loire   | SCT | /                                       | Pays de la Loire     |
| X 72559/560 | 3 août 1998       | /                  | 2       | Nouvelle-Aquitaine | SAQ | /                                       | Nouvelle-Aquitaine   |
| X 72561/562 | 4 août 1998       | /                  | 2       | Pays de la Loire   | SCT | /                                       | Pays de la Loire     |
| X 72563/564 | 10 août 1998      | /                  | 2       | Pays de la Loire   | SCT | /                                       | Pays de la Loire     |
| X 72565/566 | 11 septembre 1998 | 1er septembre 2020 | 3       | TER                | /   | /                                       | /                    |
| X 72567/568 | 18 septembre 1998 | /                  | 2       | TER                | SPC | /                                       | PACA                 |
| X 72569/570 | 5 octobre 1998    | /                  | 2       | Nouvelle-Aquitaine | SAQ | /                                       | Nouvelle-Aquitaine   |
| X 72571/572 | 13 octobre 1998   | /                  | 2       | TER                | SPC | /                                       | PACA                 |
| X 72573/574 | 9 octobre 1998    | /                  | 2       | TER                | SAQ | /                                       | Nouvelle-Aquitaine   |
| X 72575/576 | 22 octobre 1998   | 13 décembre 2018   | 2       | TER                | /   | /                                       | Vendue à la Roumanie |
| X 72577/578 | 26 octobre 1998   | /                  | 2       | TER                | SPC | /                                       | PACA                 |
| X 72579/580 | 4 novembre 1998   | 1er octobre 2020   | 3       | TER                | /   | /                                       | /                    |
| X 72581/582 | 10 novembre 1998  | /                  | 3       | TER                | SCT | Beaune (16 décembre 1998)               | Centre-Val de Loire  |
| X 72583/584 | 18 novembre 1998  | 13 décembre 2018   | 2       | TER                | /   | /                                       | Vendue à la Roumanie |
| X 72585/586 | 26 novembre 1998  | /                  | 2       | Nouvelle-Aquitaine | SAQ | /                                       | Nouvelle-Aquitaine   |
| X 72587/588 | 4 décembre 1998   | 13 décembre 2018   | 2       | TER                | /   | /                                       | Vendue à la Roumanie |
| X 72589/590 | 30 décembre 1998  | 6 mars 2020        | 3       | TER                | /   | /                                       | /                    |
| X 72591/592 | 9 décembre 1998   | /                  | 2       | TER                | SCT | /                                       | Centre-Val de Loire  |
| X 72593/594 | 15 décembre 1998  | /                  | 2       | Blanc Aquitaine    | SAQ | /                                       | Nouvelle-Aquitaine   |
| X 72595/596 | 18 décembre 1998  | /                  | 2       | Blanc Aquitaine    | SAQ | /                                       | Nouvelle-Aquitaine   |
| X 72597/598 | 23 décembre 1998  | /                  | 2       | Blanc Aquitaine    | SAQ | /                                       | Nouvelle-Aquitaine   |
| X 72599/600 | 7 janvier 1999    | /                  | 2       | Pays de la Loire   | SCT | /                                       | Pays de la Loire     |
| X 72601/602 | 26 janvier 1999   | /                  | 2       | Nouvelle-Aquitaine | SAQ | /                                       | Nouvelle-Aquitaine   |
| X 72603/604 | 18 janvier 1999   | 28 décembre 2017   | 3       | TER                | /   | /                                       | /                    |
| X 72605/606 | 26 janvier 1999   | /                  | 2       | Nouvelle-Aquitaine | SAQ | /                                       | Nouvelle-Aquitaine   |
| X 72607/608 | 10 février 1999   | 1er septembre 2020 | 3       | TER                | /   | /                                       | /                    |
| X 72609/610 | 10 février 1999   | /                  | 2       | TER                | SPC | /                                       | PACA                 |
| X 72611/612 | 20 février 1999   | /                  | 2       | Blanc Aquitaine    | SAQ | /                                       | Nouvelle-Aquitaine   |
| X 72613/614 | 23 février 1999   | /                  | 2       | Nouvelle-Aquitaine | SAQ | /                                       | Nouvelle-Aquitaine   |
| X 72615/616 | 1er mars 1999     | /                  | 3       | TER                | SCT | /                                       | Centre-Val de Loire  |
| X 72617/618 | 6 mars 1999       | /                  | 2       | Nouvelle Aquitaine | SAQ | /                                       | Nouvelle-Aquitaine   |
| X 72619/620 | 17 mars 1999      | 23 novembre 2017   | 3       | TER                | /   | /                                       | Vendue à la Roumanie |
| X 72621     | 26 mars 1999      | 28 novembre 2015   | 1       | TER                | /   | /                                       | /                    |
| X 72622/665 | 26 mars 1999      | /                  | 2       | TER                | SPC | /                                       | PACA                 |
| X 72623/624 | 31 mars 1999      | 15 décembre 2019   | 3       | TER                | /   | /                                       | /                    |
| X 72625/626 | 7 avril 1999      | /                  | 2       | TER                | SPC | /                                       | PACA                 |
| X 72627/628 | 16 avril 1999     | 15 décembre 2019   | 3       | TER                | /   | /                                       | /                    |
| X 72629/630 | 26 avril 1999     | /                  | 2       | TER                | SAQ | /                                       | Nouvelle-Aquitaine   |
| X 72631/632 | 3 mai 1999        | 15 décembre 2019   | 3       | TER                | /   | /                                       | /                    |
| X 72633/634 | 3 mai 1999        | /                  | 2       | Vigirail / ETCS    | SLI | /                                       | Ingénierie           |
| X 72635/636 | 12 mai 1999       | 15 décembre 2019   | 3       | TER                | /   | /                                       | /                    |
| X 72637/638 | 17 mai 1999       | /                  | 2       | TER                | SPC | /                                       | PACA                 |
| X 72639/640 | 27 mai 1999       | 23 novembre 2017   | 3       | TER                | /   | /                                       | Vendue à la Roumanie |
| X 72641/642 | 4 juin 1999       | 1er septembre 2020 | 3       | TER                | /   | /                                       | /                    |
| X 72643/644 | 15 juin 1999      | 23 novembre 2017   | 3       | TER                | /   | /                                       | Vendue à la Roumanie |
| X 72645/646 | 8 juin 1999       | /                  | 2       | TER                | SCT | /                                       | Centre-Val de Loire  |
| X 72647/648 | 6 juillet 1999    | 15 décembre 2019   | 3       | TER                | /   | /                                       | /                    |
| X 72649/650 | 17 juin 1999      | /                  | 2       | TER                | SCT | /                                       | Centre-Val de Loire  |
| X 72651/652 | 16 juillet 1999   | 23 novembre 2017   | 3       | TER                | /   | /                                       | Vendue à la Roumanie |
| X 72653/654 | 28 juin 1999      | 13 décembre 2018   | 2       | TER                | /   | /                                       | Vendue à la Roumanie |
| X 72655/656 | 23 juillet 1999   | 23 novembre 2017   | 3       | TER                | /   | /                                       | Vendue à la Roumanie |
| X 72657/658 | 11 juillet 1999   | 10 avril 2019      | 2       | TER                | /   | /                                       | Vendue à la Roumanie |
| X 72659/660 | 3 août 1999       | 23 novembre 2017   | 3       | TER                | /   | /                                       | Vendue à la Roumanie |
| X 72661/662 | 30 juillet 1999   | /                  | 2       | Blanc Aquitaine    | SAQ | /                                       | Nouvelle-Aquitaine   |
| X 72663/664 | 15 septembre 1999 | 15 décembre 2019   | 3       | TER                | /   | /                                       | /                    |
| X 72666     | 8 septembre 1999  | 28 novembre 2015   | 1       | TER                | /   | /                                       | PACA                 |
| X 72667/668 | 27 septembre 1999 | 15 décembre 2019   | 3       | TER                | /   | /                                       | /                    |
| X 72669/670 | 20 septembre 1999 | /                  | 2       | TER                | SCT | /                                       | Centre-Val de Loire  |
| X 72671/672 | 14 octobre 1999   | 23 novembre 2017   | 3       | TER                | /   | /                                       | Vendue à la Roumanie |
| X 72673/674 | 7 octobre 1999    | 1er octobre 2020   | 3       | TER                | /   | /                                       | /                    |
| X 72675/676 | 25 octobre 1999   | /                  | 2       | Pays de la Loire   | SCT | /                                       | Pays de la Loire     |
| X 72677/678 | 28 octobre 1999   | /                  | 2       | Blanc Aquitaine    | SAQ | /                                       | Nouvelle-Aquitaine   |
| X 72679/680 | 25 novembre 1999  | 1er octobre 2020   | 3       | TER                | /   | /                                       | Vendue à Railcoop    |
| X 72681/682 | 30 novembre 1999  | 1er octobre 2020   | 3       | TER                | /   | /                                       | /                    |
| X 72683/684 | 3 décembre 1999   | /                  | 2       | TER                | SPC | /                                       | PACA                 |
| X 72685/686 | 7 décembre 1999   | 1er octobre 2020   | 3       | TER                | /   | /                                       | /                    |
| X 72687/688 | 23 décembre 1999  | /                  | 2       | TER                | SPC | /                                       | PACA                 |
| X 72689/690 | 28 décembre 1999  | 1er octobre 2020   | 3       | TER                | /   | /                                       | /                    |
| X 72691/692 | 6 janvier 2000    | /                  | 2       | TER                | SPC | /                                       | PACA                 |
| X 72693/694 | 20 janvier 2000   | 1er octobre 2020   | 3       | TER                | /   | /                                       | /                    |
| X 72695/696 | 27 janvier 2000   | 1er octobre 2020   | 3       | TER                | /   | /                                       | /                    |
| X 72697/698 | 3 février 2000    | /                  | 2       | TER                | SPC | /                                       | PACA                 |
| X 72699/700 | 23 février 2000   | 1er septembre 2020 | 3       | TER                | /   | /                                       | /                    |
| X 72701/702 | 3 mars 2000       | /                  | 2       | Blanc Aquitaine    | SAQ | /                                       | Nouvelle-Aquitaine   |
| X 72703/704 | 30 mars 2000      | /                  | 2       | TER                | SPC | /                                       | PACA                 |
| X 72705/706 | 3 mai 2000        | /                  | 2       | TER                | SPC | /                                       | PACA                 |
| X 72707/708 | 22 juin 2000      | 2 janvier 2018     | 3       | TER                | /   | /                                       | Auvergne-Rhône-Alpes |
| X 72709/710 | 26 juillet 2000   | 28 décembre 2017   | 3       | TER                | /   | /                                       | Auvergne-Rhône-Alpes |
| X 72711/712 | 26 mars 2002      | /                  | 3       | TER                | SCT | /                                       | Centre-Val de Loire  |
| X 72713/714 | 27 mai 2002       | 19 décembre 2019   | 3       | TER                | /   | /                                       | /                    |
| X 72715/716 | 16 juin 2002      | 15 décembre 2023   | 3       | TER                | SHF | Le Plateau Picard                       | Hauts-de-France      |
| X 72717/718 | 9 juillet 2002    | /                  | 3       | TER                | SCT | /                                       | Centre-Val de Loire  |
| X 72719/720 | 5 août 2002       | 19 décembre 2019   | 3       | TER                | /   | /                                       | /                    |
| X 72721/722 | 5 août 2002       | 15 décembre 2023   | 3       | TER                | SHF | le Trait vert                           | Hauts-de-France      |
| X 72723/724 | 23 août 2002      | 19 décembre 2019   | 3       | TER                | /   | /                                       | /                    |
| X 72725/726 | 11 septembre 2002 | 26 juillet 2018    | 3       | TER                | /   | /                                       | Vendue à la Roumanie |
| X 72727/728 | 11 septembre 2002 | 19 décembre 2019   | 3       | TER                | /   | /                                       | /                    |
| X 72729/730 | 27 septembre 2002 | 15 décembre 2023   | 3       | TER                | SHF | les Trois Rivières                      | Hauts-de-France      |
| X 72731/732 | 18 octobre 2002   | 15 décembre 2023   | 3       | TER                | SHF | Le Vermandois                           | Hauts-de-France      |
| X 72733/734 | 5 décembre 2002   | 26 juillet 2018    | 3       | TER                | /   | /                                       | Vendue à la Roumanie |

* GBE : Garé bon état, engin retiré du service mais non des effectifs.
- X 72621 radié[3] à la suite d'un accident avec un camion le 30 janvier 2014 à Laragne[4].
- X 72666 radié[3] à la suite d'un incendie le 20 avril 2014 au niveau du viaduc de Châteauroux-les-Alpes[5].
- Les X 72725/6 et 72733/4 picards sont vendus à l'opérateur Roumain Regio Călători en 2018[6].
- Les X 72575/6, 72583/4, 72587/8, 72653/4 et 72657/8 ex-Midi-Pyrénées sont vendus à la Roumanie en 2019[6].
- Les X 72619/20, X 72639/40, X 72643/4, X 72651/2, 72655/6, 72659/60 et 72671/2 normands sont vendus à la Roumanie en 2019[7].
- 8 rames rénovées et modernisées doivent intégrer le parc de Railcoop d'ici 2023, l'X 72679/680 est arrivée en mai 2022 pour rénovation[8].